# Shāh Nājer
Shāh Nājer (persiska: شاه ناجر) är en ort i Iran.   Den ligger i provinsen Mazandaran, i den norra delen av landet, 70 km norr om huvudstaden Teheran. Shāh Nājer ligger 1 757 meter över havet och antalet invånare är 105.
Terrängen runt Shāh Nājer är bergig söderut, men norrut är den kuperad. Shāh Nājer ligger nere i en dal. Runt Shāh Nājer är det ganska glesbefolkat, med 39 invånare per kvadratkilometer. Närmaste större samhälle är Varāzān, 2,5 km sydost om Shāh Nājer. Trakten runt Shāh Nājer består i huvudsak av gräsmarker.